# Sadeueb
Das Sadeueb, auch Bakong, Lading Boengkoewq, Lading Parambah, Parang Bakong, Sadep, Sadep-Sadep, Sadep Toenong, Sadeuep Koh Naleueng, Sadeueb Toenong oder Sikin Sadeueb, ist ein Schwert aus Sumatra.

## Beschreibung
Das Sadeueb hat eine gebogene, breite, schwere, einschneidige Klinge. Die Klinge wird vom Heft zum Ort breiter und endet hakenförmig. Der Ort ist spitz. Die Klinge hat weder Mittelgrat noch Hohlschliff. Der Ort ist im Winkel von 90 Grad zur Klinge hin abgebogen. Der Klingenrücken ist gerade. Die Schneide ist vom Heft an gebogen. Das Heft besteht aus Holz, ist rund und wird zum Knauf hin dicker. Auf dem Heft sind in gleichmäßigen Abständen Metallringe angebracht die der Zier und der Stabilisierung dienen. Der Knauf ist verbreitert und am Ende abgerundet. Der Sadeueb wird als Werkzeug und wahrscheinlich auch als Waffe benutzt. Die indonesischen Namen Sadeueb Koh Naleueng (deut. „Sadeueb zum Gras schneiden“) und Sadeueb Koh Eumpeueng Kameng („Sadeueb zum Ziegenfutter schneiden“) deuten auf eine Verwendung als Werkzeug hin. Das Sadeueb wird von Ethnien in Sumatra benutzt.